# Таганрогская военная школа пилотов
Таганро́гская вое́нная авиационная шко́ла пило́тов и́мени В. П. Чка́лова (Таганро́гская ВАШП)— военное учебное заведение для подготовки лётного состава частей ВВС РККА в 1937 - 1942 годах.

## История
Школа пилотов основана в 1937 году и получила свое название на основании указа Президиума Верховного совета СССР от 7 февраля 1939 года и приказа НКО № 34 от 13 февраля 1939 года.
В школе проходила подготовка летчиков для ВВС Красной армии. Курс подготовки составлял менее 1 года. Полеты выполнялись на самолётах Ут-2, Р-5 и СБ. Налет выпускников составлял около 25 часов. Выпускались пилоты самолётов в звании сержант.
С началом войны летчики школы под командованием начальника школы полковника И. Г. Куриленко принимали участие в боевых действиях в составе ВВС Южного фронта.
В конце сентября 1941 года школа переведена в город Омск, где в полном составе (4 эскадрильи) вошла в Омскую военную авиационную школу пилотов в качестве отдельного учебного авиационного полка. Полк базировался в п. Марьяновка Омской области до 1955 года.
В ноябре 1941 года на базе Таганрогской школы был сформирован 667-й ночной бомбардировочный полк (в дальнейшем — 667-й штурмовой авиационный полк, 141-й гвардейский штурмовой авиационный полк). Первоначально полк имел на вооружении самолёт Р-5, в дальнейшем — Ил-2. Прошел боевой путь от Волхова до Берлина и Праги.
В начале 50-х годов отдельный учебный авиационный полк переименован в 724-й учебный авиационный полк. В 1955 году полк на самолётах Ил-28 перебазирован на аэродром Славгород. 1 декабря 1960 года Омское военное авиационное училище летчиков было расформировано. полк просуществовал до середины 60-х годов. После чего на базе 724-го учебного авиационного полка в Славгороде (аэродромы Славгород-Северный и Славгород-Южный) был сформирован 59-й учебный авиационный полк Барнаульского высшего военного авиационного училища лётчиков имени Главного маршала авиации Вершинина К. А.. Училище было создано на основании Постановления Совета Министров СССР от 18 августа 1966 для подготовки лётчиков фронтовой (бомбардировочной, истребительной, истребительно-бомбардировочной, штурмовой) авиации. Полк летал с 1968 по 1978 год — самолёт Ил-28, с 1979 по 1991 год — самолёт Л-29, с 1981 по 1986 год — МиГ-21, и с 1991 года Л-39. В связи с реформой ВС России 25 апреля 1999 года училище расформировано.

## Начальник
- капитан, майор, подполковник, полковник (с 26.04.1940 г.) Куриленко Иван Григорьевич, с июля 1938 года по 28 сентября 1941 года[1].

## Наименования
В литературе упоминается как:
- Таганрогская военно-авиационная школа
- Таганрогская авиационная школа пилотов
- Таганрогская военная авиационная школа летчиков

## Подготовка летчиков для ВВС Красной армии
Показатели деятельности: подготовлено около 1 000 летчиков для ВВС Красной армии

## Известные выпускники
1940 год
- Прохоров, Евгений Петрович
- Шикунов, Фёдор Иванович

1941 год
- Ветров, Виктор Митрофанович
- Волгин, Василий Леонтьевич
- Егоров, Василий Михайлович
- Ерёмин, Иван Андреевич
- Карпов, Александр Алексеевич
- Клопов, Петр Семенович,
- Коробчак, Николай Иванович, Заслуженный военный лётчик СССР (один из первых в стране)
- Макаренко, Алексей Иосифович
- Миронов, Александр Ильич
- Полукаров, Николай Тихонович
- Рогожин, Алексей Арсентьевич
- Сибиркин, Пётр Андреевич
- Тихонов, Борис Николаевич
- Харитонов Николай Николаевич
- Хрущёв, Иван Максимович
- Шевкунов Анатолий Константинович

1942 год
- Голубничий Иван Поликарпович
- Коркоценко, Дмитрий Игнатьевич
- Шумаков Георгий Евгеньевич